# Pont de Mas Gorgoll
El Pont de Mas Gorgoll és un pont de ferro que creua la Riera d'Aubi al seu pas pel terme municipal de Palamós (Baix Empordà) catalogat a l'Inventari del Patrimoni Arquitectònic de Catalunya. En un dels extrems hi ha una placa amb la inscripció: «G. Eiffel & Cie. Constructeurs. À LEVALLOIS près PARIS». El pont enllaça la carretera que du a Girona amb el paratge Balitrà i el Mas Gorgoll, per sobre la Riera d'Aubi. L'estructura principal està formada per un sol tram de biga, que amida 18,41 m., i barana, de tipus gelosia, fa una alçada d'1,80. L'amplada del pont és de 5,20m. i està pavimentat amb aglomerat asfàltic. Els extrems es recolzen en blocs de formigó. La pintura, visiblement deteriorada, és de color gris.

## Història
L'any 1876 arriba el tren a la ciutat de Girona i s'encarrega a la companyia Eiffel la construcció de 8 ponts metàl·lics, 5 dels quals són pel ferrocarril, un de vianants per sobre el riu Onyar i dos pel riu Güell.
L'any 1878 es col·loca el pont del Rellotge sobre el Güell, entre l'Avinguda Ramon Folch i la Devesa. L'any 1954 es suprimeixen les voreres del pont per afavorir el trànsit rodat. Malgrat això, el 1961 es proposa l'ampliació del pas per la zona del pont i per aquest motiu poc després es retirà.
Josep Mª de Toca comprà el pont per 25.000 pessetes. L'any 1963 es trasllada a Palamós, sense desmuntar, i el 1968 s'instal·la sobre la Riera d'Aubi (emplaçament actual). L'any següent, el dia de Sant Joan, s'inaugura amb la presencia de l'alcalde de Girona, Sr. Ordis.